# Хметьєво
Хметьєво ( рос. Хметьево) — присілок у Солнечногорському районі Московської області Російської Федерації.

## Розташування
Хметьєво входить до складу міського поселення Солнечногорськ, воно розташовано на південний схід від Солнечногорська, поруч із озером Сенеж. Найближчі населені пункти — Редіно, Дубиніно, селище санаторію Міністерства оборони, Сенеж.

## Населення
Станом на 2010 рік у присілку проживало 142 людини